# Heyer
Heyer ist ein deutscher Familienname.

## Namensträger

### A
- Anna Heyer-Stuffer (* 1977), deutscher Verwaltungsjuristin und politische Beamtin (Bündnis 90/Die Grünen)
- Arthur Heyer (Maler, 1872) (1872–1931), deutsch-ungarischer Maler
- Arthur Heyer (Maler, 1881) (1881–1973), deutscher Maler und Fotograf

### C
- Carl Heyer (Forstwissenschaftler) (1797–1856), deutscher Forstwissenschaftler und Hochschullehrer
- Carl Heyer (Forstmann) (1862–1945), deutscher Forstbeamter
- Carl Heyer (Politiker) (1840–1892), deutscher Gutsbesitzer und Politiker
- Carl Heyer (Zinngießer), österreichischer k.u.k. Hoflieferant
- Conrad Heyer (1749–1856), US-amerikanischer Bauer und Veteran des Amerikanischen Unabhängigkeitskrieges

### E
- Ernst Heyer (1912–1987), Meteorologe und Klimaforscher

### F
- Fabrice Heyer (* 1965), französischer Rugby-Union-Spieler
- Franz Heyer (1842–1926), Philologe, Gymnasiallehrer
- Friedrich Heyer (1908–2005), deutscher evangelischer Konfessionskundler
- Friedrich Heyer von Rosenfeld (1828–1896), österreichischer Hauptmann und Heraldiker
- Friedrich August Heyer (1871–1959), deutscher Konsularbeamter und Wirtschaftshistoriker Großbritanniens
- Fritz Heyer (1889–1945), deutscher Papierfabrikant und Musikforscher

### G
- Georg Heyer (1880–1949), deutscher Architekt und Bauunternehmer
- Georg Wilhelm Friedrich Heyer (1771–1847), deutscher Buchhändler und hessischer Politiker
- Georgette Heyer (1902–1974), englische Schriftstellerin
- Gerhard Heyer (* 1955), deutscher Informatiker
- Gustav Heyer (Forstwissenschaftler) (1826–1883), deutscher Forstwissenschaftler
- Gustav von Heyer (1839–1923), deutscher Jurist, Regierungspräsident und Politiker, MdR
- Gustav Richard Heyer (1890–1967), deutscher Psychotherapeut

### H
- Hans Heyer (* 1943), deutscher Unternehmer und Rennfahrer
- Hans Heyer (Maler) (1909–1985), deutscher Maler der „Verschollenen Generation“
- Hans-Rudolf Heyer (1937–2007), Schweizer Kunsthistoriker und Denkmalpfleger
- Heather Heyer (1985–2017), Anwaltsgehilfin und Bürgerrechtsaktivistin
- Herbert Heyer (1936–2018), deutscher Mathematiker
- Hermann Heyer (1861–1925), Senatspräsident beim Reichsgericht

### J
- Jens Heyer (* 1989), deutscher Eishockeyspieler
- Johann Christian Friedrich Heyer (1793–1873), erster Missionar, der von Lutheranern in den Vereinigten Staaten von Amerika ins Ausland entsandt wurde
- Justus Christian Heinrich Heyer (1746–1821), deutscher Apotheker und Chemiker
- Jürgen Heyer (* 1944), deutscher Landespolitiker (Sachsen-Anhalt) (SPD)

### K
- Karl Heyer (Anthroposoph) (1888–1964), deutscher Jurist, Historiker und Anthroposoph
- Karl Johannes Heyer (1904–1995), deutscher Theologe
- Katharina Heyer (* 1983), deutsche Schauspielerin

### L
- Lothar Heyer, deutscher Skispringer
- Luise Heyer (* 1985), deutsche Schauspielerin

### M
- Moritz Heyer (* 1995), deutscher Fußballspieler

### O
- Otto Heyer (Musiker) (1829–1902), Cellist und Komponist
- Otto Heyer (Berghauptmann) (1880–1945), deutscher Berghauptmann des Oberbergamtes Bonn

### P
- Peter Heyer (* 1979), deutscher American-Football-Spieler

### R
- Reyk Heyer (* 1977), deutscher Radio- und Fernsehmoderator
- Richard Heyer (1861–1945), deutscher Maler, Grafiker, Bauzeichner und Kunsterzieher
- Robert Heyer (* 1935), deutscher Fußballspieler
- Rolf Heyer (1957–2003), deutscher Badmintonspieler
- Ronald Heyer (* 1941), US-amerikanischer Zoologe, siehe William Ronald Heyer
- Rudolf Heyer (Ornithologe) (1935–2016), deutscher Ingenieur, Ornithologe und Naturschützer
- Rudolf Albert Becker-Heyer (1862–1928), deutscher Maler, Illustrator und Radierer

### S
- Sascha Heyer (* 1972), Schweizer Beachvolleyballspieler
- Stefan Heyer (* 1965), deutscher Lyriker, Prosaautor und Essayist

### T
- Thomas Heyer (* 1959), deutscher Journalist und Moderator

### U
- Ursula Heyer (* 1940), deutsche Schauspielerin

### V
- Volker Heyer (* 1970), deutscher Judoka

### W
- Walter Heyer (1914–1989), deutscher Komponist, Dirigent und Chorleiter
- Werner Heyer (* 1956), deutscher Leichtathlet
- Wilfriede Heyer (1937–2017), deutsche Politikerin (SPD)
- Wilhelm Heyer (1849–1913), deutscher Unternehmer und Museumsgründer
- Wolfgang Heyer (Filmschaffender) (* 1923), deutscher Darsteller, Regisseur und Drehbuchautor
- Wolfgang Heyer (Badminton) (*ca. 1965), deutscher Badmintonspieler
- Wolfgang Heyer (Journalist) (*1983), deutscher Journalist und Slam-Poet